# 러닝 컴퍼니
러닝 컴퍼니(The Learning Company)는 미국 교육용 소프트웨어 회사로 1980년에 설립되었다.